# ريتشارد دبليو. بارتون
ريتشارد دبليو. بارتون (بالإنجليزية: Richard W. Barton)‏ هو محامي وسياسي أمريكي، ولد في 1800، وتوفي في 15 مارس 1859. نشط حزبياً في حزب اليمين. وقد انتخب عضو مجلس نواب الولايات المتحدة عن ولاية فرجينيا وانتخب عضو مجلس النواب الأمريكي.